# 後藤彦三郎
後藤 彦三郎（ごとう ひこさぶろう、前名・寛一郎、1883年（明治16年）1月1日 - 1938年（昭和13年）6月9日）は、日本の実業家。族籍は鳥取県平民。

## 経歴
島根県人・後藤彦三郎の長男。1898年、家督を相続し、後に前名・寛一郎を改め襲名する。1906年、専修大学経済科を卒業。鉱業を営む。日東格魯謨鉱業常務取締役、同社専務取締役、同社社長などをつとめる。
1933年7月に国幣中社美保神社新営費金1千円を寄付したため1934年3月5日に褒状が下賜される。
米子飛行場建設の頃、多額の資金を提供する。1938年、自治制発布五十周年記念式が挙行される時、市会の決議により、波文黒手付果実盛一個並彰功録自治史各一部を贈呈され、その功労を表彰される。

## 人物
『人材・島根 県人名鑑』で「性温厚一面剛毅にして業に対して熱誠、而も温情深き人格者たり」と評される。
敬神の念が深く、社会公共のために財を寄付する。鳥取県在籍で、住所は鳥取県米子市灘町一丁目。

## 栄典
- 1937年5月25日 - 紺綬褒章[11]
  - 1937年3月、米子市米子飛行場設置費金3万円を寄付する[11]。

## 家族・親族
後藤家
- 祖母・とき（1845年 - ?、島根、石田藤右衛門の長女）[6][7]
- 父・彦三郎（島根平民）[6]
- 母・きゑ（1864年 - ?、島根、相見文右衛門の長女）[6][7]
- 養弟・隆夫（1917年 - ?、島根、石原權輔の孫）[7][8]
- 妹[1][7]
- 弟[7]
- 妻・ヒデ（1896年 - ?、大阪、永田本二郎の養子）[6][7][8]
- 養子・薫夫（1913年 - ?、妹佐恵の長男[1][7][8]、後藤忠夫の長男[6]、本後藤鉱業社長[12]） - 三井鉱山勤務を経て1938年に父業を継承する[12]。支那事変に関し、軍人慰恤の為陸軍省へ金2万7500円及び防寒着5000枚外6点を寄付したため1944年3月28日に紺綬褒章を授与される[13]。宗教は浄土宗[12]。趣味はゴルフ[12]。住所は京都市上京区烏丸通今出川下ル観三橋町[12]。